# Púrpura trombocitopénica inmunitaria

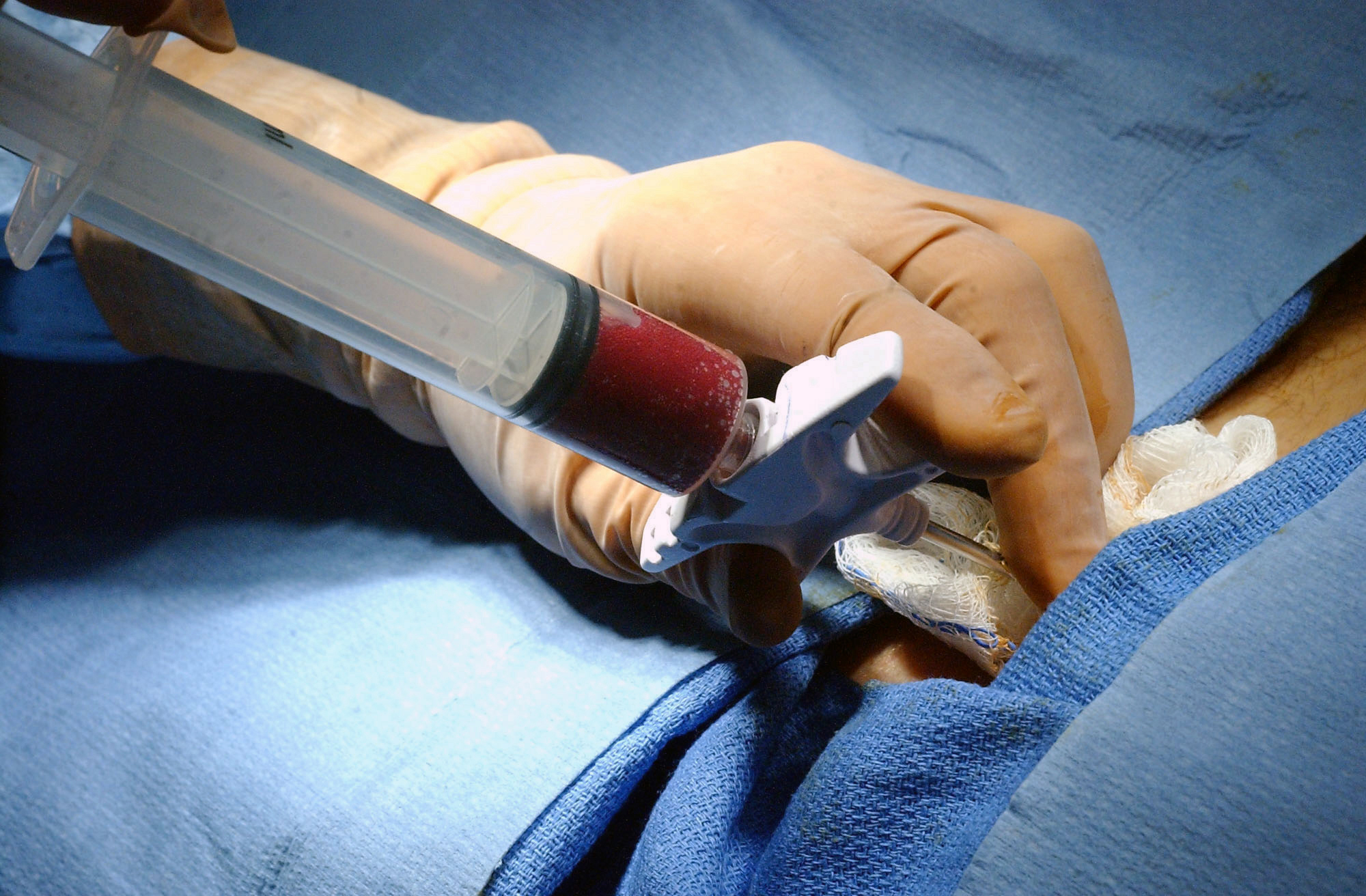
En ocasiones se requiere la extracción de médula ósea para analizar la producción de plaquetas y elaborar el diagnóstico específico de la púrpura trombocitopénica idiopática.

La púrpura trombocitopénica inmunológica (PTI, en inglés ITP), conocida también como púrpura trombocitopénica idiopática, es una enfermedad hemorrágica autoinmune que se caracteriza por la destrucción prematura de plaquetas debido a la unión de un autoanticuerpo, habitualmente de clase inmunoglobulina IgG, a las glucoproteínas plaquetarias y la posterior depuración por el sistema fagocito mononuclear.
Se caracteriza por la eliminación de las plaquetas del sistema fagocítico mononuclear, específicamente en el bazo, originando un aumento en la producción de las plaquetas procedente de la medula ósea.

## Introducción
Las plaquetas, también denominadas trombocitos, son fragmentos citoplasmáticos provenientes de una célula conocida como megacariocito (células presentes en la circulación). Forman coágulos sanguíneos y también participan en las hemorragias, ya que reparan el daño en vasos sanguíneos.
Se considera una cifra normal de plaquetas cuando están entre las 140 000 y 450 000 plaquetas por mm³. Un recuento de plaquetas bajo se denomina plaquetopenia dando lugar a una mala coagulación produciendo sangrado más intenso. Si el número de plaquetas es superior al valor normal, se denomina trombocitosis y puede causar la formación de trombos.
El sistema inmunológico en la PTI ha perdido la función para detectar diferentes agentes extraños y ataca a sus propias células, considerándolas como invasores, poniéndose en evidencia cuando los macrófagos producidos por el bazo destruyen a las plaquetas y afectan a su funcionalidad.
La PTI suele expresarse con sangrados en piel y mucosas, es menos frecuente en vísceras sólidas o huecas. Su causa es desconocida y las infecciones suelen evidenciarla o agravarla.
El tratamiento debe adaptarse a la gravedad de la enfermedad y edad del paciente. Existen algunos procedimientos para tratarla, como la administración de medicamentos como esteroides (evita la respuesta del sistema inmune), inmunoglobulinas (ayuda al cuerpo a no producir ciertas células sanguíneas) y cirugía (extirpación del bazo).

## Definición
La púrpura trombocitopénica idiopática (PTI) es una patología invasiva autoinmune que se relaciona con el descenso de la vida media de las plaquetas. Hoy en día se conoce que el mecanismo fisiopatológico primordial de esta enfermedad es un desequilibrio de los linfocitos T, proporcionando una respuesta tanto celular como humoral, contra antígenos plaquetarios.
La púrpura trombocitopénica idiopática (PTI) es un trastorno sanguíneo, las plaquetas se trasladan hacia un área dañada del cuerpo y se agrupan formando una especie de barrera contra los gérmenes y a su vez este permite el proceso de fagocitosis. Durante la enfermedad es difícil controlar el sangrado, ya que no existen suficientes plaquetas en el cuerpo, provocando anomalías.

## Clasificación
La PTI se clasifica como sigue:
- A) Por tiempo, en cuanto a la duración de la trombocitopenia:

PTI aguda con la evolución menos de 6 meses
PTI crónica con evolución más de 6 meses
PTI crónica refractaria sin respuesta a esplenectomía
- B) En función de la presencia o ausencia de otras enfermedades:

Primaria - ausencia de otras enfermedades
Secundaria - presencia de otra enfermedad
El 70 a 80 % de los casos de púrpura trombocitopénica idiopática suele ser primaria y el otro 20 a 30 % restante secundaria, así que podemos deducir que la principal causa es la que carece de dicha asociación.
Los valores normales de la coagulación sanguínea debe situarse entre 30 y 40 segundos, mientras que el tiempo de sangría será de entre dos y cuatro minutos, pero cuando está presente la enfermedad en el paciente todo este proceso se altera, ya que el número de plaquetas se ha disminuido a 50 000 mm³ o existe una falta de producción o ha incrementado notablemente la destrucción y el tiempo de coagulación podría variar hasta los 10 a 15 minutos, dependiendo el grado de la enfermedad, lo que provocara una hemorragia y, si no es controlada, la muerte.
- C) Según la edad del paciente, PTI en niños y PTI en adultos[8]

La púrpura trombocitopénica idiopática es una enfermedad hemorrágica autoinmune causada por defecto en el número de plaquetas circulantes en sangre (< 50 000/mm3). Ocurre en unos 5 casos por cada 100 000 nacidos vivos menores de 15 años. Se presume que Paul Gottlieb Werlhof describió en 1753 un caso que podría ser PTI. El término púrpura hace referencia a los hematomas (equimosis) en la piel, característicos de la enfermedad; el término trombocitopenia significa "número de plaquetas menor que el valor considerado saludable", e idiopática quiere decir que la etiología (es decir, la causa de la trombocitopenia) es desconocida.

## Causas
La PTI ocurre cuando ciertas células del sistema inmunitario producen anticuerpos antiplaquetarios. Las plaquetas ayudan a que la sangre se coagule aglutinándose para taponar pequeños agujeros en los vasos sanguíneos dañados. Se piensa que el sistema inmunitario ataca a las plaquetas sanas ocasionando una confusión rotunda en su funcionamiento. Cuando se destruyen demasiadas plaquetas, puede resultar PTI. El trastorno en adultos no se ha vinculado con las infecciones virales. Se cree que algunos casos de PTI son causados por medicamentos, infección u otros trastornos inmunes.
Los anticuerpos se fijan a las plaquetas. El cuerpo destruye las plaquetas que llevan los anticuerpos.
En los niños, algunas veces, la enfermedad se presenta después de una infección viral. En los adultos, con mayor frecuencia es una enfermedad a largo plazo (crónica) y puede ocurrir después de una infección viral, con el uso de ciertos fármacos, durante el embarazo o como parte de un trastorno inmunitario.
La PTI afecta más a mujeres que a hombres. Es más común en niños que en adultos. En los niños, la enfermedad afecta por igual a ambos sexos.

## Fisiopatología
La fisiopatología de la púrpura trombocitopénica idiopática se manifiesta con una disminución anormal del número de plaquetas.
El descenso de la masa plaquetaria estimula la trombopoyesis con el aumento del número y tamaño de los megacariocitos, al igual que el número de sus lobulaciones nucleares y mayor producción de plaquetas. Si existe una gran tasa de destrucción plaquetaria, esta sobrepasa el crecimiento de la trombopoyesis disminuye número plaquetario apareciendo la trombocitopenia.
Se creía que la PTI era únicamente el resultado de la destrucción de plaquetas inducida por anticuerpos. Pero, actualmente, estudios realizados indican que la fisiopatología también involucra otros mecanismos como la destrucción de plaquetas por medio de células T que sufren una lisis, dando como resultado una producción deficiente de plaquetas en la médula ósea. Los anticuerpos que se unen a las plaquetas, aunque también se pueden fusionar a los megacariocitos afectándolos de varias formas como disminuyendo su reproducción, dañándolos o no permitiendo que finalicen su etapa de maduración.
Las manifestaciones de la enfermedad son consecuencia de la destrucción temprana de las plaquetas al momento de unirse a anticuerpos determinados del propio paciente, de forma que estos inmunocomplejos van a ser atraídos por la fracción Fc provenientes de los macrófagos del sistema reticuloendotelial generalmente ubicadas en el bazo, lo que originara su destrucción temprana.
La gravedad de la trombopenia se relaciona con el equilibrio entre la producción por los megacariocitos y su acelerada destrucción, demostrada mediante técnicas radioactivas con Cr 51 o Indio 111 sobre las propias plaquetas.
En la PTI aguda los anticuerpos se desarrollan como respuesta normal a la infección desencadenante. Estos posiblemente tienen una reacción directa con las plaquetas o con los propios megacariocitos, aumentando su destrucción. En la forma crónica los anticuerpos se dirigen contra las glicoproteínas de la membrana plaquetaria y son en estas formas donde se detectan con mayor frecuencia titulaciones altas y las recurrencias son más elevadas.
Alrededor del 40 % de los pacientes tienen anticuerpos detectables dirigidos hacia el tejido tiroideo y casi un cuarto de los pacientes pueden desarrollar hipertiroidismo o hipotiroidismo sintomático o subclínico.

## Diagnóstico
La púrpura trombocitopénica idiopática se diagnostica en un síndrome purpúrico cuando (en especial en niños de 2 a 6 años) el conteo plaquetario es menor de 150x109/l (hemograma), ausencia de enfermedad infecciosa aguda (mononucleosis, dengue, sida), ausencia de patología sistémica de base (lupus eritematoso sistémico, linfoma), exámenes de coagulación normales (TP y TTP) y, más específicamente, se pueden detectar anticuerpos en contra de las plaquetas. Los síntomas de la PTI incluyen la formación espontánea de equimosis y petequias, especialmente en las extremidades, epistaxis, gingivorragia y metrorragia, y sangrado de cualquier otro lugar cuando el conteo plaquetario está por debajo de los 20 000/ul. Un conteo por debajo de los 10 000 puede conllevar a la aparición espontánea de hematomas en la boca o en otras membranas mucosas. El tiempo de sangría se encuentra aumentado.
La trombocitopenia inmune primaria, se basa en la historia clínica, exploración física, biometría hemática y extensión de sangre periférica. No existe un diagnóstico específico y especial, por lo cual se deben evaluar las características de la hemorragia, si es cutánea o en mucosas, su gravedad, extensión y tiempo de evolución.
Dentro de las complicaciones letales que tiene la enfermedad (generalmente con conteos plaquetarios por debajo de 5000), destaca la hemorragia subaracnoidea o la hemorragia intracerebral, el sangrado gastrointestinal y otros sangrados viscerales. Por esta misma razón, cualquier traumatismo a nivel abdominal puede incluso resultar fatal. Afortunadamente, ninguna de estas complicaciones suele aparecer en pacientes con conteos sobre 20 000.

## Tratamiento
En los niños, con frecuencia, la enfermedad desaparece sin tratamiento. Sin embargo, algunos pueden necesitarlo.
El manejo inicial estándar suele ser el uso de corticoides, ya que tiene funciones en el sistema cardiovascular. Estos fármacos regulan diversas anormalidades que controlan posibles hemorragias, pero no aseguran la cura de la enfermedad.
Los adultos generalmente comienzan con una medicina esteroide llamada prednisona. En algunos casos, se recomienda cirugía para extirpar el bazo (esplenectomía). Esto aumenta el conteo de plaquetas en aproximadamente la mitad de las personas. Sin embargo, en lugar de esto, se recomiendan generalmente otros tratamientos farmacológicos. 
| Recuento de plaquetas (x 10 9/L)                | Tratamiento |
| >50                                             | Sin tratamiento |
| 30-50                                           | Sin tratamiento o prednisona (1-1.5 mg/kg/día) para pacientes con un riesgo alto de hemorragia (cuando existe hipertensión hipertensa, uso de medicamentos, trauma cerebral, etc.) |
| Hemorragia o sangrado con compromiso de la vida | Tratamiento de emergencia: transfusión de plaquetas, inmunoglobulina intravenosa (Mg;1g/kg/día durante 2-3 días), metilprednisolona (1g/día durante 3 días)                        |

Si la enfermedad no mejora con prednisona, otros tratamientos pueden incluir:
- Una medicina llamada danazol (Danocrine) por vía oral
- Infusiones de dosis altas de gammaglobulina (un factor inmunitario)
- Fármacos que inhiben el sistema inmunitario
- Terapia anti-RhD para personas con ciertos tipos de sangre
- Fármacos que estimulen a la médula a producir más plaquetas

Las personas con PTI no deben tomar ácido acetilsalicílico (aspirin), ibuprofeno ni warfarina, ya que estos fármacos interfieren con la función de las plaquetas o la coagulación de la sangre, y se puede presentar sangrado.
La IgG humana es una alternativa segura, ya que proporciona resistencia a largo plazo y agilita el proceso de fagocitosis. Se emplea una dosis de 1 g/kg/d IV mediante dos días, aunque esto es aconsejable en casos de emergencia debido a su alto costo, es por ello que para aumentar la cantidad de plaquetas en la sangre se incluyen:
- Esteroides: estos inhiben la actividad del sistema inmunitario, evitando así que este sistema destruya las plaquetas.
- Infusiones de gammaglobulina: este proceso efectúa mediante vía intravenosa o por medio de una inyección, en donde se suministra una proteína que contiene anticuerpos que disminuyen la destrucción plaquetaria.

### Aspirado de médula
Varios autores proponen no hacer el aspirado al PTI, otros son más invasivos en las técnicas de tratamiento y la realizan si el paciente cumple ciertas características que garanticen su seguridad y los estudios de sangre periférica. Existen varias propuestas que sugieren el tratamiento con corticoesteroides, sin embargo, es preferible realizarlo cuando no existe una evolución en los últimos 3 a 6 meses e incluso o el tratamiento no es afectivo. Ciertamente ante la menor duda de la enfermedad la realización del aspirado está ligada a una esplenomegalia y/o una neutropenia que se encuentra afectando al paciente.

## Factores de riesgo
Los perfiles presentados a continuación son los más propensos a padecer PTI:
- Las niñas o niños que tengan una contaminación viral reciente o vacuna de un virus vivo.
- Las mujeres normalmente con edades bajas 40 años, ya que son dos tercios más probables de poseer PTI que los hombres.[19]